# Čekinjasti bor
Čekinjasti bor (lat. Pinus aristata) je dugovječna vrsta bora koja potječe iz Sjedinjenih Država. Pojavljuje se u Stjenjaku u Koloradu i sjevernom Novom Meksiku, s izoliranim populacijama u San Francisco Peakso u Arizoni i Nacionalnoj šumi Kaibab sjeverno od Velikog kanjona. Obično se nalazi na vrlo velikim nadmorskim visinama, od 2100 – 4000 m, u hladnim, suhim subalpskim klimatskim uvjetima, često na granici drveća, premda tvori i opsežne zatvorene krošnje na nešto nižim kotama.

## Opis
Pinus aristata je stablo srednje veličine, doseže 2 – 6 m visine i 3 – 4,5 m širine. Promjer zrelog debla je vrlo promjenjiv. Kora je sivosmeđa, u dnu debla tanka i ljuskava. Listovi („iglice“) su u svežnju od pet, krupni, 2,5 – 4 cm dugi, tamnozeleni do plavozeleni na vanjskoj strani, s stomama ograničenim na svijetlo bijelu traku na unutarnjim površinama. Češeri su jajasto-cilindrični, 5 – 10 cm dugi i 3 – 4 cm široki kad su zatvoreni, isprva ljubičasta, a sa 16 mjeseci zriju u žutoj boji, s brojnim tankim krhkim ljuskama, svaka ljuskica s kralježnicom nalik na čekinje 4 – 8 mm duga.
Češeri se otvaraju 4 – 6 cm u širinu kad su zreli, puštajući sjeme odmah nakon otvaranja. Sjemenke su 5 mm duge, s krilcima od 10 – 20 mm; uglavnom ih raspršuje vjetar, ali neke rastura i ptica Clarkova orašarica, koji vadi sjeme iz češera koji se otvaraju. Orašarica koristi sjeme kao izvor hrane, a mnoštvo ih sprema za kasniju upotrebu. Neka od tih pohranjenih sjemenki ostanu neiskorištene i mogu narasti u nove biljke.
Najuočljivije se razlikuje od dvije druge srodne vrste bora po tome što iglice obično imaju samo jedan smolasti kanal (ili rijetko dva), a oni su obično prekidani i lomljeni, što dovodi do pojave vrlo karakterističnih malih bijelih mrljica smole na iglama. Ova pojava pomalo podsjeća na "perut", dijagnostička je za Pinus aristata ; niti jedan drugi bor to ne pokazuje (iako ponekad zaraze kukaca mogu izgledati površno slično).
Ovo je dugovječno drvo, iako nije postiglo dugovječnost Pinus longaeva. Utvrđeno je da najstarije poznato drvo, koje raste visoko na Crnoj planini u Koloradu, otkriveno 1992. godine, ima rekordnih 2435 godova i ukupna procijenjenu starost od 2480 godina (po Craigu Brunsteinu). Međutim, drveće rijetko živi preko 1500 godina.
Ova je vrsta prethodno opisana kao podvrsta Pinus balfouriana (Pinus balfouriana aristata). Pinus aristata trenutno se smatra jednom od tri blisko povezane vrste poznate kao bristlecone borovi a ponekad se, na engleskom, naziva Rocky Mountains bristlecone pine ili Colorado bristlecone pine. Uz neformalna i regionalna imena, drveće se naziva borom lisičjeg repa ili hickory borom.

## Uzgoj
Pinus aristata je daleko najčešći uzgajani bristlecone bor, jer je vrlo atraktivno sporo rastuće malo drvo pogodno za male vrtove u hladnoj klimi. Bez obzira na to, nikada nije toliko dugovječan kao u divljini, obično živi manje od 100 godina prije nego što podlegne propadanju korijena u toplijim, vlažnim uvjetima prevladavajućim u većini naseljenih mjesta.

## Vanjske poveznice
|  | Zajednički poslužitelj ima još gradiva o temi Čekinjasti bor |
|  | Wikivrste imaju podatke o taksonu Čekinjasti bor             |